# MS Mijaíl Lermontov
El MS Mijaíl Lermontov fue un transatlántico propiedad de la compañía naviera soviética Baltic Shipping Company, construido en 1972 por V.E.B. Mathias-Thesen Werft, Wismar, Alemania Oriental. Posteriormente fue transformado en crucero. El 16 de febrero de 1986 chocó contra unas rocas cerca de Port Gore, en Marlborough Sounds (Nueva Zelanda), y se hundió, cobrándose la vida de uno de sus tripulantes.

## Hundimiento

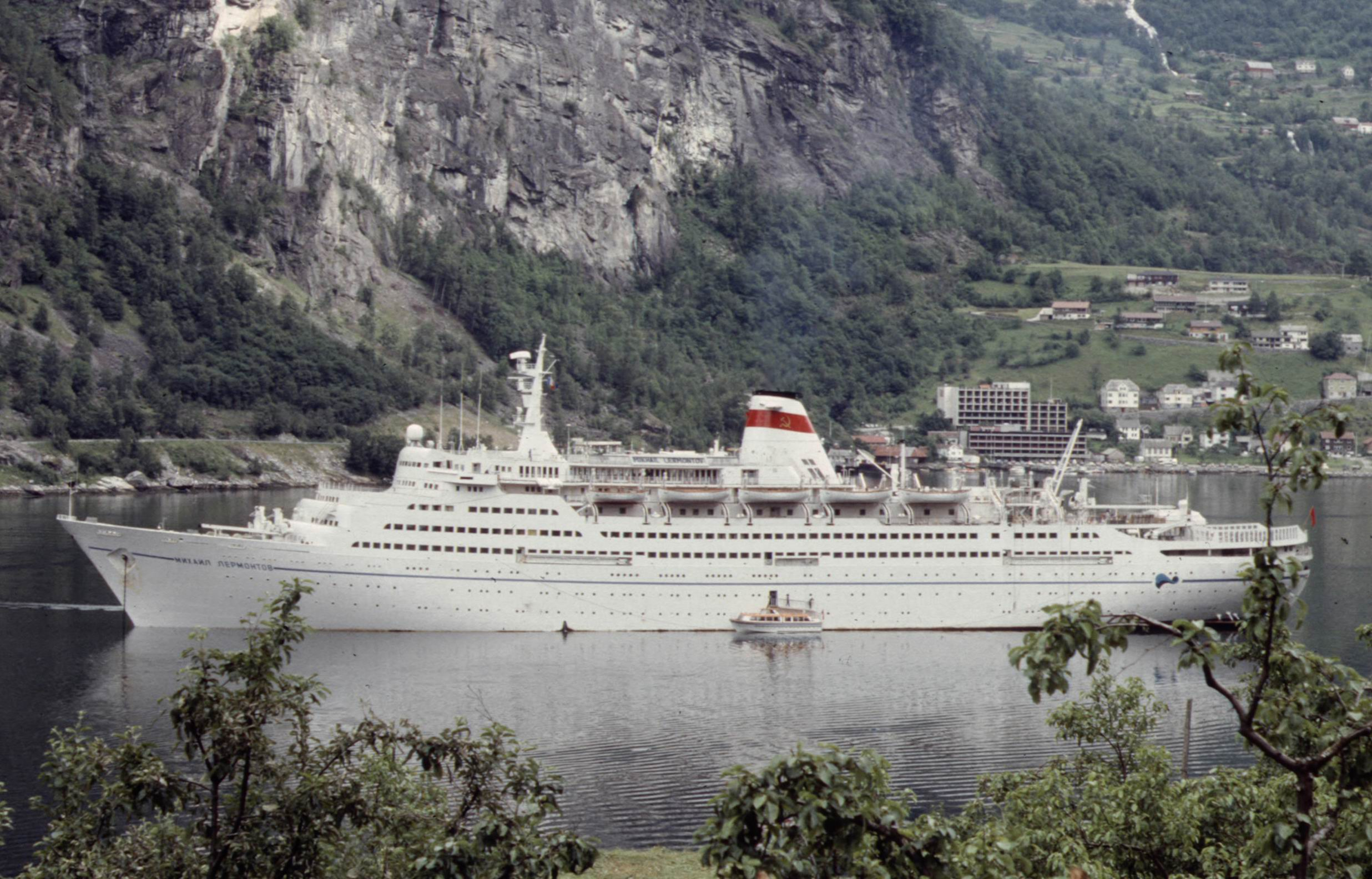
Mijaíl Lérmontov en 1984

El 6 de febrero de 1986, el Mijaíl Lermontov zarpó de Sidney para iniciar un crucero de dos semanas por Nueva Zelanda, con 372 pasajeros y 348 tripulantes, lo que sumaba un total de 743 personas. La tarde del 16 de febrero, el Mijaíl Lermontov navegaba frente al cabo Jackson, en la costa noreste de la isla Sur de Nueva Zelanda, a unas 30 millas (48 km) al noroeste de Wellington. A las 17:37, navegando a 15 nudos (28 km/h; 17 mph), el Mijaíl Lermontov chocó contra las rocas a unos 5,5 metros (18 pies) por debajo de la línea de flotación en su costado de babor.
Hacia las 20.30 horas, los pasajeros empezaron a abandonar el barco, con la ayuda de la tripulación y de embarcaciones de rescate locales. Los pasajeros fueron trasladados a varios buques de la zona, entre ellos el petrolero Tarihiko (Capitán Reedman) y el transbordador Arahura (Capitán John Brew). Al oscurecer, el MS Mijaíl Lermontov se escoró a estribor. A los 20 minutos de rescatar al último pasajero, el buque había desaparecido por completo, hundiéndose aproximadamente a las 22:27, 4 horas y 50 minutos después de encallar. En el hundimiento sólo hubo una víctima, el ingeniero de la tripulación Pavel Zagladimov, de 33 años, que se hundió con el barco. El informe del forense indica que la causa oficial de su muerte es "desconocida", ya que nunca se encontraron sus restos. Once de los rescatados sufrieron heridas leves.

## Pecio

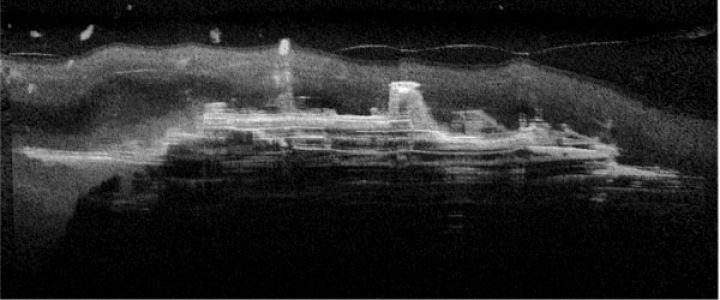
Imagen del sonar del pecio del Mijaíl Lermontov descansando en el fondo del mar.

El pecio del MS Mijaíl Lermontov descansa donde se hundió, recostado sobre su lado de estribor a profundidades que alcanzan un máximo de unos 38 metros (125 pies). Es popular entre los buceadores y el sitio cuenta con tiendas de buceo locales en Picton y Kaikoura.  También es uno de los naufragios más grandes y de fácil acceso del mundo. Las inmersiones varían desde una profundidad fácil de 12 metros (39 pies) en la parte superior del naufragio, hasta inmersiones profundas de penetración y descompresión a profundidades de 36 metros (118 pies). 
Es posible ingresar a los restos del naufragio, especialmente en las áreas públicas abiertas a las que se puede acceder desde las ventanas de babor cerca de la parte superior del naufragio, aunque se debe tener cuidado y se recomienda encarecidamente contar con guías familiarizados con el naufragio, especialmente para entornos elevados cerrados y donde se pueden enredar. pueden existir peligros. Se recomienda el buceo en circuito cerrado para evitar reducir la visibilidad al ingresar a áreas cerradas como restaurantes, comedores de tripulación y galerías comerciales. Se sabe que tres buzos murieron mientras exploraban el barco, incluido un buzo cuyo cuerpo posiblemente todavía esté atrapado en el interior.